# شهرستان پری (پنسیلوانیا)
شهرستان پری، پنسیلوانیا (به انگلیسی: Perry County, Pennsylvania) شهرستانی در ایالات متحده آمریکا است که در پنسیلوانیا واقع شده‌است.

## خصوصیات
شهرستان پری ۱٬۴۴۰٫۰۴ کیلومترمربع مساحت دارد.